# Покровское (бывшее село, Москва)
Покро́вское — бывшее село, которое находилось на юге современной Москвы, по обе стороны речки Городни. Возле нынешней платформы «Покровская» Курского направления МЖД, в районе улиц Подольских курсантов, Дорожная, 3-й Дорожный проезд. В 1960 году включена в состав Москвы.

## История

### Первое упоминание
В XII—XIII веках эти земли были заселены славянским племенем вятичей, оставившим после себя курганы.
Впервые село Покровское упоминается в качестве вотчины Новоспасского монастыря в 1544 году. Вероятно, в это время там уже существовала церковь.

### Покровское в XVII—XVIII веках
В писцовых книгах 1627—1628 годов село описывалось так:
Вотчина Спаса Нового монастыря, что под Москвою, село Покровское на речке на Сухой Городенке, а под ним пруд, а в селе церковь Покров Святыя Богородицы древяна, клетцки, строение монастырское, а у церкви двор, да в селе ж двор монастырский, живет старец да детеныши, да во дворех детенышев, да крестьян, да в том же селе бобылей.
В состав Покровской вотчины входили 2 деревни: Дмитровская (исчезнувшая ещё в XVII веке) и Котляково.
В 1646 году в селе на монастырском дворе проживал дворник с сыном и в 22 крестьянских дворах 53 мужчины.
В 1680 году Покровская церковь была уже ветхая, церковной земли «по 3 десятины в поле, а в дву потому ж, сена на 50 копен». В 1704 году церковь была ещё деревянная, а в 1722 году — каменная, проживали тогда в селе 143 человека.

### Покровское в XVIII—XIX веках

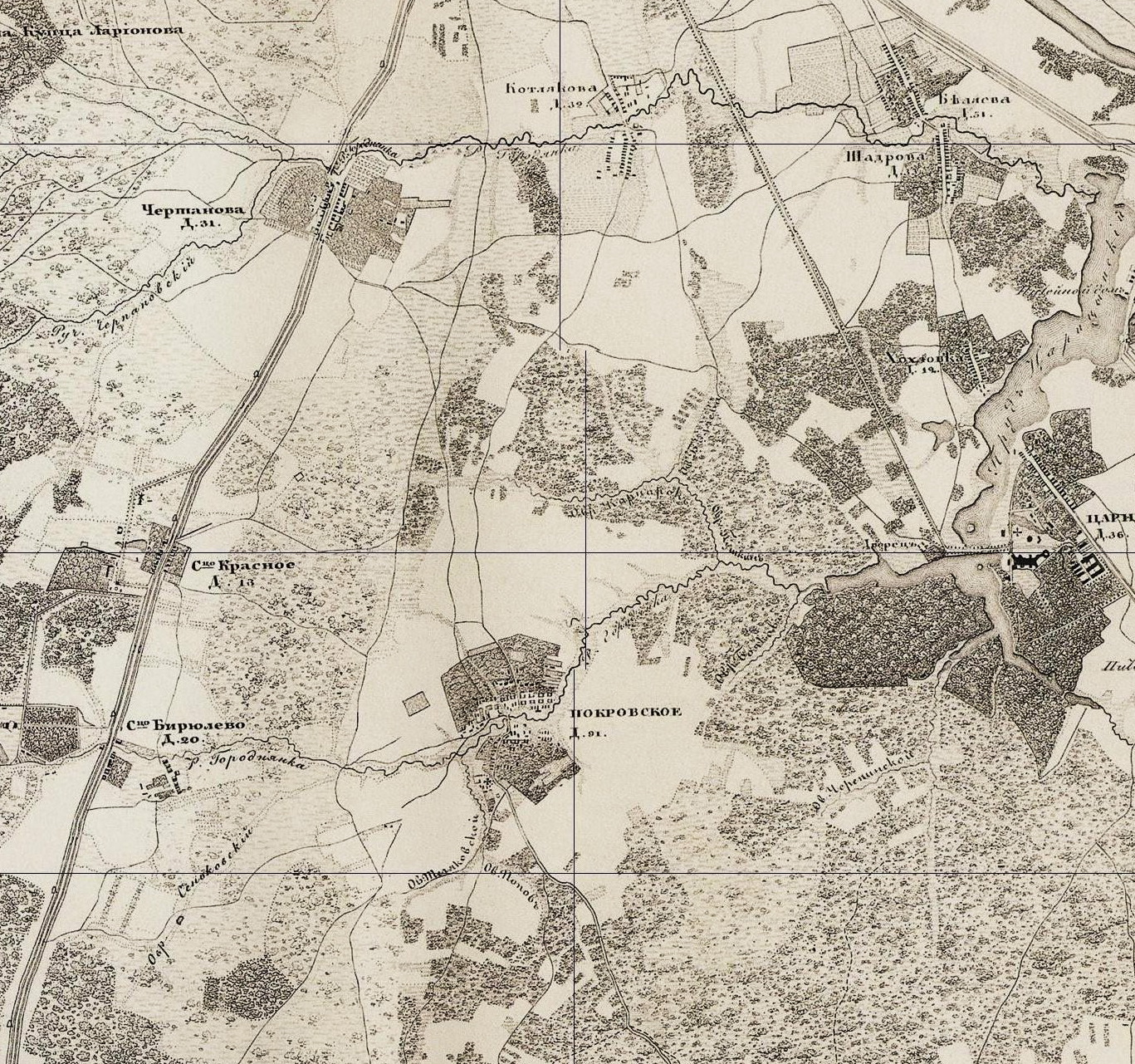
Село Покровское на карте 1848 года

В 1764 году после секуляризации монастырских владений село Покровское перешло в ведение Коллегии экономии. В приход Покровской церкви в 1785 году входило 83 двора (в сёлах Покровское, Котляково, Бирюлёво и Красное) и 681 крестьянин.
В 1775 году часть владений села Покровского с деревней Котляково в количестве около 80 десятин, примыкавшая к Черногрязскому (Верхнецарицынскому) пруду, была отмежевана к селу Царицыно при создании там дворцово-паркового комплекса. Впоследствии на этих землях был выстроен дачный посёлок Покровская сторона. В виде компенсации за эту потерю из бывших владений Симонова монастыря на левом берегу реки Москвы (в районе современного ЗИЛ) был пожалован заливной луг на 20 десятин.
При императоре Павле I село Покровское было передано в командорственное владение графине Анне Родионовне Чернышёвой, вдове бывшего московского главнокомандующего.
После смерти Павла I село снова возвращается в государственную собственность. По данным 1852 года здесь насчитывается 93 двора и 614 жителей, в 1859 году — 108 дворов и 668 жителей. В 1850-е годы выделившимися из села крестьянами на Серпуховском шоссе была образована деревня Покровские выселки.
После реформы 1861 года Покровское вошло в состав Зюзинской волости. Основным занятием его жителей, как и соседних селений, было садоводство, также сажались картофель, рожь, имелись покосы. В 1884 году в селе находились 2 трактира, в Покровских выселках — лавка, трактир, 2 постоялых двора, в 1911 году в селе имеется квартира урядника, трактир, а в Покровских выселках — казённая винная лавка.
В 1878 году к Покровской церкви пристроен тёплый придел Николая Чудотворца
В 1879 году в Покровских выселках открыто училище в одноэтажном деревянном здании. Попечителем его стал крестьянин деревни Аннино. Училище работало для сёл Покровское, Покровские выселки, Красное, Бирюлёво и Аннино.
Глинистые почвы хотя и мешали развитию земледелия, зато поставляли сырьё для изготовления кирпичей. В 1900 году возле села начал работать кирпичный завод А. П. Верховского. В 1911 году на нём работали 150 человек. При заводе имелся приёмный покой для больных.

### Покровское в первой половине XX века

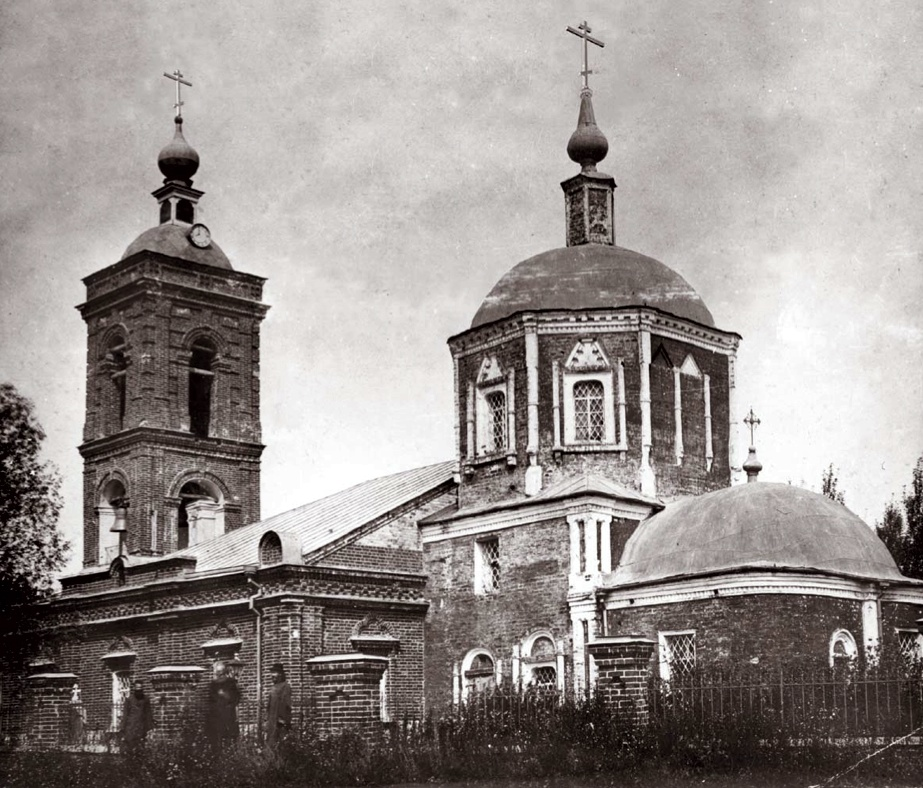
Церковь Покрова на Городне (1901—1908)

В 1907 году в самом селе священником И. Боголеповым была открыта церковно-приходская школа. Здание для неё выстроили в 1908 году на местные средства и при помощи крестьян, помогло и Кирилло-Мефодиевское братство, выделившее 500 руб. В школе обучалось до 40 детей.
В 1910 году в селе Покровское насчитывалось 187 хозяйств и проживали 979 человек. В распоряжении отдельных хозяйств села находилось 835, 3 десятин земли.
Покровское сохраняло свой садоводческий характер и после Октябрьской революции. Оно вошло сначала в состав Ленинской волости, а затем Ленинского района Московской области. В 1945 году здесь был колхоз «12-й Октябрь», в Покровских выселках — «Верный путь». В 1949 году возле села открылась платформа «22-й километр» Курской железной дороги (с 1950 года — «Покровская»)
Покровский храм был закрыт в 1930 году и там разместился местный завод «Металлист». Снесли купол, колокольню до первого яруса, в конце 1960-х годов разобрали апсиду. В 1950-е года вокруг церкви были возведены двухэтажные производственные корпуса.

### В составе Москвы
В 1960 году село Покровское вошло в состав Москвы. Эти территории были отнесены к Москворецкому району Москвы. После 1969 года территория отошла к Советскому району.
Постепенно сельские строения были снесены, их место заняла многоэтажная застройка. Церковь Покрова в 1990 году была передана верующим. Осенью этого года началось восстановление храма на средства верующих жителей района. В 1991 году к празднику Пасхи был освящён первый придел храма и началось богослужение. Вокруг церкви сохраняются остатки фруктовых садов села. Память о селе сохранена в названиях платформы «Покровская», Покровского кладбища и 2-й Покровской улицы.
После административной реформы 1991 года территория, где ранее располагалось село, вошла в районы «Чертаново Южное» и «Бирюлёво Западное».